# Lasioglossum liguanense
Lasioglossum liguanense är en biart som först beskrevs av Sandhouse 1924.  Lasioglossum liguanense ingår i släktet smalbin, och familjen vägbin. Inga underarter finns listade i Catalogue of Life.